# Застряглий (фільм)
«Застряглий» (англ. Stuck) — фільм спільного виробництва США, Великої Британії та Канади трилер 2007 року.

## Сюжет
Автомобіль Бренді втратив управління і вона збила безпритульного, що влетів прямо в лобове скло автомобіля. Побоюючись через це інцидента втратити підвищення по службі, вона намагається приховати те, що сталося і не надаючи йому ніякої допомоги, просто залишає ще живу людину вмирати у своєму гаражі. Але згодом вона розуміє, що пов'язана з бранцем у кривавій, навіть обурливий битві за виживання.

## У ролях
- Мена Суварі — Бренді Боскі
- Стівен Рі — Томас Бардо
- Расселл Хорнсбі — Рашид
- Рукія Бернард — Таня
- Керолін Парді-Гордон — Петерсен
- Лайонел Марк Сміт — Сем
- Вейн Робсон — містер Бінклі
- Р.Д. Рейд — менеджер
- Патрік МакКенна — Джо Лібер
- Шарлін Роєр — Тіффані
- Бунтіві Ну — Глорія
- Сюзанн Шорт — реєстратор
- Воллі МакКіннон — поліцейський
- Джон Дартт — поліцейський
- Лайам МакНамара — худий молодий чоловік
- Шуко Акуне — голосове меню в лікарні (озвучка)
- Джон Дансуорт — таксист
- Маргаріт МакНіл — місіс Пашкевіч
- Джеффрі Комбс — оператор 911 (озвучка)
- Мартін Морено — Педро
- Лорена Рінкон — Естела
- Мауріціо Хойос — Луїс